# Fråga musikprofessorn
Fråga musikprofessorn är en programserie i Sveriges Radio P2 där journalisten Josefin Johansson och professorn i musikvetenskap Mattias Lundberg svarar på lyssnarnas frågor om musik.
Första säsongen av programmet sändes sommaren 2017, och omfattade 12 avsnitt. Där diskuterades bland annat lyssnarfrågor som "finns det kulturer utan musik?", "vilket orkesterverk kräver den största besättningen?", och "kan man objektivt avgöra vad som är bra musik?".
Säsong 2 sändes under 2018, säsong 3 under 2019 och säsong 4 under 2020. Under de fyra första säsongerna var Maja Åström programledare.
Programmet vann 2019 andra pris i Prix Europa i kategorin "Bästa Europeiska musikprogram".